# Doppelt-stochastische Matrix
In der Mathematik bezeichnet eine doppelt-stochastische Matrix (manchmal auch doppelt-stochastische Übergangsmatrix) eine quadratische Matrix, deren Zeilen- und Spaltensummen {\displaystyle 1} betragen und deren Elemente zwischen {\displaystyle 0} und {\displaystyle 1} liegen.

## Charakterisierungen
Die folgenden Charakterisierungen doppelt-stochastischer Matrizen sind äquivalent:
- Eine quadratische Matrix ist doppelt-stochastisch genau dann, wenn Zeilen- und Spaltensummen eins betragen und alle Elemente der Matrix zwischen {\displaystyle 0} und {\displaystyle 1} liegen.

- Eine quadratische Matrix {\displaystyle M} ist doppelt-stochastisch genau dann, wenn sowohl {\displaystyle M} als auch die transponierte Matrix {\displaystyle M^{T}} Übergangsmatrizen sind.

- Eine quadratische Matrix ist doppelt-stochastisch genau dann, wenn Zeilen- und Spaltensummen {\displaystyle 1} betragen und alle Elemente der Matrix nicht negativ sind.

## Eigenwerte und Eigenvektoren
Wie alle Übergangsmatrizen besitzen auch doppelt-stochastische Matrizen als betragsgrößten Eigenwert den Eigenwert {\displaystyle 1}. Da jede doppelt-stochastische Matrix sowohl zeilen- als auch spaltenstochastisch ist, ist der Einsvektor {\displaystyle \mathbf {1} } (welcher nur Einsen als Einträge hat) sowohl Links- als auch Rechtseigenvektor jeder doppelt-stochastischen Matrix. Ist nun die Matrix {\displaystyle M} doppelt-stochastisch und noch zusätzlich entweder irreduzibel oder echt positiv (vgl. Satz von Perron-Frobenius), so ist die einzige stationäre Verteilung der Markow-Kette, die durch {\displaystyle M} charakterisiert wird, die Gleichverteilung, also der Wahrscheinlichkeitsvektor {\displaystyle {\tfrac {1}{n}}\mathbf {1} } (das {\displaystyle n} bezieht sich auf die Dimension der {\displaystyle n\times n}-Matrix {\displaystyle M}).

## Satz von Birkhoff und von Neumann
Für eine {\displaystyle n\times n}-Matrix gilt, dass sie genau dann doppelt-stochastisch ist, wenn sie eine Konvexkombination von Permutationsmatrizen ist.
Zusatz: Die Permutationsmatrizen sind die Extremalpunkte der Menge der doppelt-stochastischen Matrizen.